# Лю Яо
Лю Яо (кит. трад. 劉曜, упр. 刘曜, пиньинь Liú Yào, ?-329), взрослое имя Юнмин (永明) — последний император хуннского государства Северная Хань — Ранняя Чжао.

## Биография
Отец Лю Яо — Лю Люй — умер, когда тот был ещё молодым, и Лю Яо воспитывался у двоюродного брата покойного — Лю Юаня. Когда Лю Яо вырос, то стал известен своим мастерством в стрельбе из лука. Когда Лю Юань провозгласил себя правителем независимого государства Северная Хань, то Лю Яо стал одним из его основных генералов. В 307 году он вместе с Лю Цуном и Ван Ми совершил набег на Лоян, но был отбит. В 309 году он совершил ещё один набег, но был отбит снова.
После смерти Лю Юаня Лю Цун сверг его преемника Лю Хэ и сел на трон сам. Он полностью доверял Лю Яо и поставил под его командование крупные силы. В 311 году Лю Яо вместе с Ван Ми, Ши Лэ и Хуянь Янем взял Лоян и захватил в плен императора Хуай-ди. Позднее в том же году сын Лю Цуна Лю Цань захватил Чанъань, и Лю Яо был поставлен во главе всего Чанъаньского региона, хотя город и был отбит цзиньским генералом Цюй Юнем. В 312 году, сражаясь вместе с Дайским князем Тоба Илу против Лю Куня (цзиньского губернатора провинции Бинчжоу), Лю Яо был серьёзно ранен и чуть не попал в плен к цзиньцам, но смог бежать, когда генерал Фу Ху дал ему свою лошадь и пожертвовал жизнью, прикрывая его отход.
В следующие годы Лю Яо с переменным успехом сражался против цзиньских сил, и в 316 году ему удалось вновь взять Чанъань и пленить императора Минь-ди. За этот успех Лю Цун дал ему титул «Циньский князь».
В 318 году правящую династию постигла большая беда: сгорело одно из крыльев дворца, и в огне погибло 20 членов фамилии Лю. Лю Цун сильно переживал гибель в огне своего сына Лю Кана, и это подорвало его здоровье. Вскоре после этого он умер, и трон занял Лю Цань. При дворе тем временем сильно возвысился Цзинь Чжунь, китаец по национальности. Цзинь Чжунь использовал своё положение для того, чтобы побудить нового правителя избавиться от опеки и советов братьев. Вскоре братья императора были казнены по обвинению в кутежах и пренебрежении своими обязанностями, и фактическая власть в стране оказалась в руках Цзинь Чжуня. Воспользовавшись этим, с группой заговорщиков Цзинь Чжунь ворвался в покои Лю Цаня и зарезал императора, пробывшего на троне немногим более месяца. После этого на рыночной площади были казнены все родственники Лю Цуна без различия пола и возраста (в том числе мать Лю Яо), трупы Лю Юаня и Лю Цуна были вырыты из могил и обезглавлены, а храм предков рода Лю — сожжён.
Узнав о произошедшем, Ши Лэ и Лю Яо с двух сторон двинули свои войска на столичный Пинъян. Те чиновники и члены клана Лю, кто смог избежать резни и сбежать из Пинъяна, предложили Лю Яо занять трон, и он согласился. Лю Яо попросил передать Цзинь Чжуню, что если тот сдастся, то будет прощён и оставлен в чине. Цзинь Чжунь ему не поверил, но был убит своими сподвижниками, которые возвели на престол его сына Цзинь Мина. Цзинь Мин предложил Лю Яо свою покорность, однако Ши Лэ напал на Пинъян. Цзинь Мин бежал оттуда и сдался Лю Яо, но тот казнил его самого и всех его родственников. Так как Пинъян был практически полностью разрушен, Лю Яо сделал новой столицей Чанъань.
В 319 году Ши Лэ прислал посольство с выражением покорности. Лю Яо был рад этому, так как Ши Лэ эффективно управлял восточной половиной империи. Однако один из членов посольства, желавший остаться в Чанъани, сообщил ему, что на самом деле Ши Лэ готовит нападение. Разъярённый Лю Яо вырезал всё посольство. Узнав об этом, Ши Лэ провозгласил себя Чжаоским князем, став правителем независимого государства Поздняя Чжао.
Когда Лю Юань основал своё государство, то выбрал для него название «Хань», стремясь показать преемственность с империей Хань, потомком правителей которых он себя провозгласил (так как среди его предков была ханьская принцесса, выданная замуж за хуннского шаньюя). Теперь, в связи с гибелью почти всей правящей семьи, Лю Яо решил изменить название страны, и она вместо «Хань» получила название «Чжао» (чтобы отличить от государства под управлением Ши Лэ, в исторических работах государство Лю Яо называют «Ранней Чжао»).
Импульсивность Лю Яо привела к восстанию племён ди и цянов в 320 году, которое было подавлено.
В 322 году, будучи в походе против ди, Лю Яо заболел. Его генерал Чэнь Ань, по ошибке решив, что тот уже умер, провозгласил себя независимым Лянским князем (контролируя восточную часть современной провинции Ганьсу). В 323 году выздоровевший Лю Яо лично возглавил поход на ставку Чэнь Аня — Шанду. Чэнь Ань был разгромлен, схвачен и казнён, а его земли вернулись в состав Чжао. После этого Лю Яо продолжил поход на запад и атаковал вассала империи Цзинь — государство Ранняя Лян. Были разгромлены все опорные пункты Ранней Лян восточнее Хуанхэ, после чего правитель Ранней Лян Чжан Мао (который имел дарованный Цзинь титул «Сипинский князь») признал сюзеренитет Чжао, и Лю Яо даровал ему титул Лянского князя.
С 324 года начались постоянные бои между силами Ранней Чжао и Поздней Чжао. Осенью 328 года Ши Ху атаковал округ Хэдун. Лю Яо лично возглавил войска, разгромил Ши Ху, после чего пошёл на юг и осадил Лоян. Ши Лэ, опасаясь, что после этого Лю Яо пойдёт на его столицу Сянго, зимой 328 года тоже лично возглавил войска, пошедшие на выручку Лояна. Около нового года две армии сошлись в битве, во время которой Лю Яо был ранен и взят в плен. В плену Лю Яо был казнён, после чего силы Поздней Чжао окончательно уничтожили Раннюю Чжао.